# 포항 보경사 서운암 후불탱화 및 신중탱화
포항 보경사 서운암 후불탱화 및 신중탱화(浦項 寶鏡寺 瑞雲庵 後佛幀畵 및 神衆幀畵)은 대한민국 경상북도 포항시에 있는 백제의 불화이다. 2005년 11월 7일 경상북도의 유형문화재 제367호로 지정되었다.

## 개요
포항 보경사 서운암 후불탱화는 아미타불의 손모양을 취한 석가불의 수인을 보여주며 일반적인 채색불화와는 다른 선묘화로서 당시 불화의 경향을 잘 반영하고 있다.
또한 보경사 서운암 신중탱화는 시대에 따른 도상의 변화를 보여주는 자료로서의 가치가 있다.

## 참고 자료
- 포항 보경사 서운암 후불탱화 및 신중탱화 - 국가유산청 국가유산포털